# Казарма 1279 км
Казарма 1279 км — упразднённый в 2023 году населённый пункт Куединского района  Пермском крае России. Входил на год упразднения в состав Куединского муниципального округа.

## Географическое положение
Населённый пункт расположен в восточной части округа на расстоянии примерно 6 километров на северо-восток по прямой от посёлка Куеда.

## Климат
Климат умеренно-континентальный. Зима продолжительная, снежная. Средняя температура января −14…−15 °C. Лето умеренно-тёплое. Самый тёплый месяц — июль. Средняя температура июля +18,5 °C. средняя годовая температура составляет +2,1 °C. Абсолютный максимум июльских температур достигает +38 °C, а минимальный +2 °C. Длительность вегетационного периода (с температурой выше +5 °C) колеблется от 155 до 165 дней, безморозный период колеблется от 110 до 130 дней. Период с температурой воздуха выше 10 °C продолжается в течение 125 дней. Осадков в среднем выпадает 450—550 мм. Средняя дата первого заморозка 20 сентября. Снежный покров устанавливается в конце октября — начале ноября и держится в среднем 170—190 дней в году. Средняя дата появления первого снежного покрова 18 октября. Толщина снега к марту месяцу достигает 60-70 см.

## История
Населённый пункт появился при строительстве железной дороги. В селении жили железнодорожные строители, затем семьи тех, кто обслуживал железнодорожную инфраструктуру.
С 2006 до 2020 года входил в состав Куединского сельского поселения Куединского района. После упразднения обоих муниципальных образований в мае 2020 г. входил в состав образованного муниципального образования «Куединский муниципальный округ».
В марте 2023 года вышло решение Куединского муниципального округа Пермского края "Об упразднении населенных пунктов Казарма 1279-и км, Казарма 1287-й км Куединского муниципального округа Пермского края" 
Упразднён в сентябре 2023 года.

## Население
| 2010 |
| ---- |
| 0    |

### Национальный состав
Согласно результатам переписи 2002 года, в национальной структуре населения русские составляли 83 % из 6 чел.

## Инфраструктура
Основа экономики — обслуживание путевого хозяйства Горьковской железной дороги. Действует платформа 1279 км.

## Транспорт
Развит железнодорожный транспорт.